# Федеральное министерство внутригерманских отношений
Федеральное министерство внутригерманских отношений (нем. Bundesministerium für innerdeutsche Beziehungen, BMiB) — бывшее министерство Германии, существовавшее с 1949 по 1991 год и отвечавшее за отношения с ГДР. До 1969 года носило название министерства по общегерманским вопросам (нем. Bundesministerium für gesamtdeutsche Fragen, BMG).

## Цели и задачи министерства
Так как Федеративная Республика Германия не признавала существование иностранного государства на бывшей советской зоне оккупации, все вопросы, связанные с отношениями с ГДР, не входили в сферу деятельности министерства иностранных дел, а контролировались сначала министерством по общегерманским вопросам, а затем (после его переструктурирования) — министерством внутригерманских отношений. Первым министром по общегерманским вопросам был назначен Якоб Кайзер. После объединения Германии министерство внутригерманских отношений было ликвидировано и передало свои функции министерству внутренних дел.